# Loïc Perrin
Loïc Perrin (Saint-Étienne, 7 augustus 1985) is een Frans voormalig profvoetballer die bij voorkeur als centrale verdediger speelde. Hij stroomde in 2003 door vanuit de jeugd Saint-Étienne, waar hij in 2007 aanvoerder van het eerste elftal werd en in 2020 zijn carrière afsloot.

## Clubcarrière
Perrin komt uit de jeugdopleiding van Saint-Étienne. Hij maakte in 2003 zijn debuut in het eerste elftal van de club. Na het vertrek van Julien Sablé in 2007 werd hij benoemd tot aanvoerder van Saint-Étienne. Perrin speelde bij voorkeur als centrale verdediger, maar deed eerder ook dienst als rechtsachter en als defensieve middenvelder.

## Erelijst
AS Saint-Étienne
- Coupe de la Ligue

2012/13